# Cathode

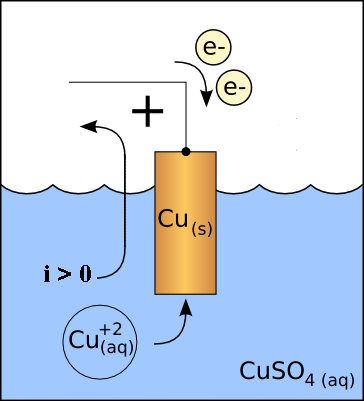
Biểu đồ một cathode đồng trong một pin galvanic (ví dụ một chiếc pin). Một dòng điện dương i chạy ra khỏi cathode (CCD mnemonic: Cathode Current Departs). Cực tính của cathode này là dương.

Cathode là một điện cực vật lý mà từ đó dòng điện rời khỏi một thiết bị điện phân cực. Hướng của dòng điện là hướng mà các điện tích dương chuyển động, mà các electron thì có điện tích âm nên dòng electron là ngược với hướng dòng điện. Vì vậy dòng electron là vào điện cực đó khi mạch điện được kết nối.
Cực tính (polarity) của cathode trong tương quan với anode có thể là âm hoặc dương. Mặc dù các cation mang điện tích dương luôn luôn di chuyển về phía cathode (vì thế mà có tên gọi cation) và các anion mang điện tích âm di chuyển ra khỏi nó, nhưng cực tính của cathode thì phụ thuộc vào loại thiết bị, và thậm chí có thể thay đổi theo chế độ hoạt động của thiết bị. Trong một thiết bị tiêu thụ điện năng (như nạp ắc quy, nạp pin, điện phân để tinh luyện đồng) thì cực tính của cathode là âm, nhưng trong một thiết bị cung cấp điện năng (pin hay ắc quy khi phóng điện) thì cực tính của cathode là dương.
- Trong một ắc quy đang phóng điện hay một pin galvanic, cathode là đầu cực (hay cực, điểm nối, đầu) dương, do nó là nơi dòng điện chảy ra khỏi thiết bị (xem hình). Dòng điện ra ngoài này được truyền dẫn bên trong bởi các ion dương di chuyển từ chất điện giải tới cathode dương (hóa năng chịu trách nhiệm cho chuyển động "lên dốc" này). Nó được tiếp tục ở bên ngoài thiết bị bởi các electron di chuyển vào trong thiết bị, và sự di chuyển điện tích âm vào bên trong thiết bị này tạo thành dòng điện dương chảy ra ngoài. Chẳng hạn, điện cực đồng của pin galvanic Daniell là đầu cực dương và cũng là một cathode.
- Trong một ắc quy đang nạp điện, hay trong một buồng điện phân đang thực hiện điện phân, thì cathode là đầu cực âm, từ đó dòng điện rời khỏi thiết bị và trở về thiết bị cấp phát điện bên ngoài. Chẳng hạn, đảo ngược dòng điện trong một pin galvanic Daniell sẽ tạo ra một buồng điện phân,[2] trong đó điện cực đồn là đầu cực dương và là một anode.
- Trong một diode thì cathode là đầu cực âm ở điểm nhọn của ký hiệu mũi tên, nơi dòng điện chảy ra khỏi thiết bị. Lưu ý: việc dặt tên điện cực của các diode luôn luôn dựa theo hướng của dòng chuyển động về phía trước (theo chiuêuf nhọn của mũi tên, trong đó dòng điện được cho là "dễ dàng chảy qua nhất"), ngay cả với các kiểu diode như diode Zener hay pin mặt trời nơi dòng điện đáng quan tâm nhất là dòng theo chiều ngược lại.
- Trong các đèn điện tử chân không (bao gồm cả ống tia âm cực) cathode là đầu cực âm nơi các electron từ mạch điện bên ngoài tiến vào thiết bị và tiếp diễn bên trong không gian gần như chân không của ống, tạo thành một dòng điện dương chảy ra khỏi thiết bị.

Điện cực mà qua nó dòng điện chảy theo đường ngược lại (vào trong thiết bị) được gọi là anode (dương cực).

## Từ nguyên
Từ cathode được nghĩ ra năm 1834, nguồn gốc từ tiếng Hy Lạp κάθοδος (kathodos), 'đường xuống' hay 'xuống dốc', bởi William Whewell, người đã tư vấn cho Michael Faraday về một vài tên gọi mới cần thiết để ông hoàn thành bài báo về một quá trình ông mới phát hiện ra trước đó trong điện phân. Trong bài báo này Faraday giải thích rằng khi một buồng điện phân được cấp điện sao cho dòng điện di chuyển ngang qua "chất phân hủy" (chất điện giải) theo hướng "từ Đông sang Tây, hay, điều sẽ củng cố sự hỗ trợ này đối với trí nhớ, là theo hướng mà mặt trời dường như di chuyển", thì cathode là nơi mà dòng điện rời khỏi chất điện giải, nằm ở phía Tây: "kata đi xuống, `odos con đường; là đường mà mặt trời lặn".
Sử dụng khái niệm 'Tây' để chỉ hướng 'thoát ra' (thực tế 'thoát ra' → 'Tây' → 'mặt trời lặn' → 'xuống', nghĩa là 'thoát khỏi tầm nhìn') có thể dường như là một sáng chế không thật sự cần thiết. Trước đó, thuật lại trong tham chiếu đầu tiên trích dẫn trên đây, Faraday từng sử dụng thuật ngữ thẳng thắn hơn "exode" (đường mà dòng điện thoát ra). Động lực thúc đẩy ông thay đổi nó thành một điều gì đó mang ý nghĩa 'điện cực Tây' (các ứng viên khác từng là "westode", "occiode" và "dysiode") là làm cho nó miễn nhiễm trước những thay đổi muộn hơn và có thể trong quy ước về hướng của dòng điện, mà bản chất chính xác của nó đã không được biết đến vào thời gian đó. Tham chiếu mà ông sử dụng cho ý định này là hướng từ trường Trái Đất, vào thời gian đó được người ta tin là bất biến. Ông đã định nghĩa có tính nền tảng sự định hướng ngẫu nhiên của mình cho một quả pin sao cho trong nó dòng điện bên trong phải chạy song song và cùng một hướng như một cuộn cảm từ hóa giả thuyết xung quanh đường vĩ độ khu vực để sinh ra một trường lưỡng cực từ được định hướng như của từ trường Trái Đất. Điều này làm cho dòng điện bên trong là từ Đông sang Tây như đề cập trước đó, nhưng trong trường hợp thay đổi quy ước muộn hơn nó sẽ trở thành từ Tây sang Đông, vì thế điện cực Tây không còn là 'đường thoát ra' nữa. Vì thế, "exode" sẽ trở thành không thích hợp, trong khi "cathode" nghĩa là 'điện cực Tây' vẫn là chính xác trong tương quan với hướng không thay đổi của hiện tượng thực tế nằm dưới dòng điện, khi đó là chưa biết, nhưng như ông suy nghĩ, đã được định nghĩa rõ ràng nhờ dẫn chiếu tới từ trường. Nhìn nhận lại thì sự thay đổi tên gọi này là việc đáng tiếc, không chỉ vì gốc rễ Hy Lạp mình nó không bộc lộ ra bất kỳ chức năng nào của cathode, mà điều quan trọng hơn như hiện nay chúng ta đã biết, là hướng của từ trường Trái Đất mà thuật ngữ "cathode" dựa vào để đặt tên phải chịu sự đảo cực trong khi đó quy ước hướng dòng điện mà thuật ngữ "exode" dựa theo để đặt tên thì lại không có lý do gì để thay đổi trong tương lai.
Kể từ khi phát hiện ra electron (khoảng từ 1871 trở đi), thì từ nguyên dễ nhớ hơn, chính xác hơn về mặt kỹ thuật nhưng sai lầm về mặt lịch sử là cho rằng cathode bắt nguồn từ tiếng Hy Lạp kathodos, 'đường xuống', 'đường (xuống) vào trong quả pin (hay thiết bị khác) của các electron'.

## Dòng electron
Dòng electron thì luôn luôn là từ anode sang cathode khi ở bên ngoài pin hay thiết bị phân cực, không phụ thuộc vào kiểu pin hay thiết bị hoặc chế độ vận hành. Ngoại lệ là khi một diode dẫn ngược, hoặc là do sự cố (đánh thủng một diode bình thường) hoặc là bởi thiết kế (đánh thủng một diode Zener, dòng quang điện của diode quang).

## Trong hóa học
Trong hóa học, một cathode là một điện cực của một pin điện hóa mà ở đó phản ứng khử xảy ra; một gợi ý dễ nhớ trong tiếng Anh là AnOx RedCat (oxy hóa tại Anode = Khử tại Cathode). Hữu ích nhất có lẽ là ghi nhớ cathode tương ứng với (tiếp nhận) cation còn anode tương ứng với (cung cấp) anion. Cathode có thể là âm khi thiết bị là điện phân (khi điện năng được cấp cho thiết bị để phân hủy các hợp chất hóa học) mà cũng có thể là dương khi thiết bị là pin galvanic (khi các phản ứng hóa học được sử dụng để sinh điện năng). Cathode cung cấp các electron cho các cation tích điện dương chảy đến nó từ chất điện giải (ngay cả khi thiết bị là galvanic, nghĩa là khi cathode là dương và vì thế dự kiến là sẽ đẩy các cation tích điện dương; điều này là do thế điện cực tương đối so với dung dịch điện giải là khác biệt đối với các hệ thống anode và cathode kim loại/chất điện giải trong một pin galvanic).
Dòng cathode trong điện hóa học là dòng các electron từ bề mặt phân giới cathode với các chất trong dung dịch. Dòng anode là dòng các electron vào anode từ các chất trong dung dịch.